# فريدريكو أوليفيرا
فريدريكو أوليفيرا (4 أبريل 1949 بريو دي جانيرو في البرازيل - 29 مايو 2022) هو لاعب كرة قدم برازيلي في مركز الدفاع، شارك في الألعاب الأولمبية الصيفية 1972. ولعب مع نادي فلامنغو.

## وصلات خارجية
- فريدريكو أوليفيرا على موقع قاعدة بيانات كرة القدم.إي يو (الإنجليزية)
- فريدريكو أوليفيرا على موقع عالم كرة القدم.نت (الإنجليزية)
- فريدريكو أوليفيرا على موقع أوليمبيديا (الإنجليزية)